# Art Gallery of New South Wales

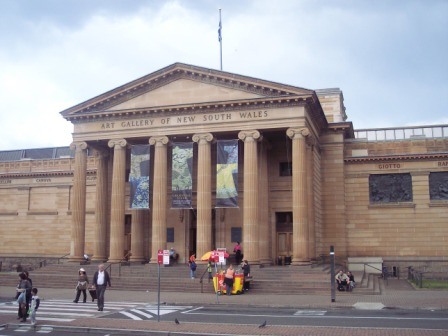
Art Gallery New South Wales

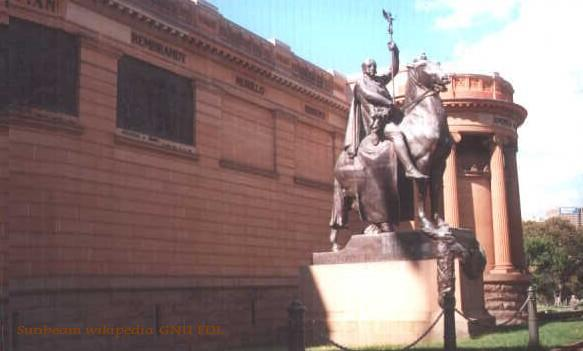
Art Gallery New South Wales

De Art Gallery of New South Wales is te vinden in Sydney.
Het is hét kunstmuseum van Sydney en New South Wales en tevens een van de meest culturele instellingen van heel Australië. Naast de vele  bijzondere collecties uit Australië, Europa en Azië, zijn er bijna veertig tentoonstellingen.
Ook worden hier verschillende prijzen zoals: de Archibaldprijs, de Wynneprijs en de Sulmanprijs uitgereikt.

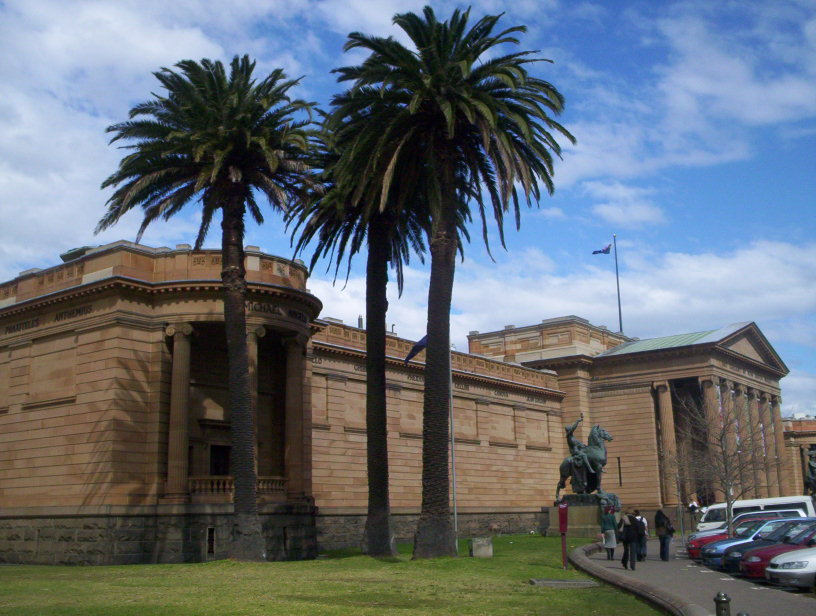
Art Gallery New South Wales